# Eumesosoma ocalensis
Eumesosoma ocalensis is een hooiwagen uit de familie Sclerosomatidae.